# Aplidium spauldingi
Aplidium spauldingi är en sjöpungsart som först beskrevs av Friedrich Ritter 1907.  Aplidium spauldingi ingår i släktet Aplidium och familjen klumpsjöpungar. Inga underarter finns listade i Catalogue of Life.